# Храм святої великомучениці Катерини (Сімферополь)
Храм святої великомучениці Катерини — церква у місті Сімферополь.
Будується на перехресті вулиць 60 років Жовтня та Барикадної. Покровителем храму є свята великомучениця Катерина.

## Історія
У 2004-му на місці майбутнього храму був встановлений хрест. 7 грудня 2007 року Митрополит Сімферопольський і Кримський Лазар звершив чин закладки першого каменя церкви, після чого його почали зводити на приватні пожертвування. У 2016 році зусиллями нового настоятеля залито основу і нижній храм.
У травні 2017 року відбувся чин освячення дзвонів, куплених на пожертви вірян. Завершення будівництва планується в 2021 році. Поруч із храмом, розрахованим на 1000 вірян, планується побудувати будівлю для недільної школи.
Спорудження було відновлене в жовтні 2018 року.

## Адреса
Вулиця 60-річчя Жовтня, буд. 16/98, Сімферополь, АР Крим, Україна.